# Ataques a Camp Taji de 2020
Los Ataques al Camp Taji fueron un conjunto de ataques con cohetes que tuvieron lugar el 11 y el 14 de marzo de 2020 con Camp Taji como objetivo. Camp Taji se encuentra al norte de Bagdad en la Gobernación de Bagdad, que alberga a las fuerzas estadounidenses y de la coalición en Irak formando parte de la Coalición Internacional Contra Estado Islámico.

## Ataques
El 11 de marzo de 2020, 15 cohetes impactaron en Camp Taji, matando a 2 estadounidenses, un soldado y un contratista, y un soldado británico del Cuerpo Médico del Ejército Británico. El ataque dejó otros 14 soldados estadounidenses, contratistas y personal de la coalición heridos, cinco de ellos de gravedad. Uno de los miembros de la coalición heridos fue identificado como soldado polaco.
El 14 de marzo de 2020, antes de las 11:00 AM, fue lanzado otro ataque con cohetes contra Camp Taji; más de 24 cohetes de calibre 107 mm golpearon el recinto de la coalición y la instalación  de Defensa Aérea Iraquí, hiriendo a cinco soldados de la coalición y dos soldados iraquíes. Las fuerzas iraquíes posteriormente encontraron siete lanzadores de cohetes Katiusha con 25 cohetes armados pero no disparados.

## Respuesta de los Estados Unidos
El 11 de marzo, tres aviones de combate atacaron el área cercana de la ciudad siria de Abu Kamal y la Gobernación de Ambar, que resultó solo en daños materiales, sin bajas. El Observatorio Sirio para los Derechos Humanos (OSDH) reportó que 18 iraquíes murieron en al-Hassian, en el área de Abu Kamal. Sin embargo, la coalición liderada por los Estados Unidos negó haber llevado a cabo esos ataques aéreos en Siria.
El 13 de marzo, después de la medianoche, Estados Unidos lanzó ataques aéreos contra instalaciones de Kataeb Hezbolá en el Aeropuerto Internacional de Karbala, y otros grupos de milicias de las Fuerzas de Movilización Popular (PMF) en Babilonia. Los ataques mataron a tres soldados iraquíes, dos policías y un civil. 11 soldados iraquíes y cinco combatientes de las PMF fueron heridos.

## Reacciones
El ejército iraquí y las autoridades religiosas condenaron los ataques, y el ministro iraquí de Asuntos Exteriores, Mohamed Ali Alhakim, convocó a los embajadores estadounidenses y británicos por el bombardeo, y se realizó una reunión de emergencia para determinar que acciones serán tomadas en el futuro. El Comando de Operaciones Conjuntas Iraquíes dijo que la afirmación de que el ataque aéreo fue en respuesta al ataque inicial en la base conducen "a una escalada y no proporcionan una solución". Además, el portavoz del Ministerio de Relaciones Exteriores de Irán, Abbas Mousavi, dijo que los ataques están relacionados con la "presencia y comportamiento" de los Estados Unidos en Irak.